# Kawcze (powiat śremski)
Kawcze – wieś w Polsce położona w województwie wielkopolskim, w powiecie śremskim, w gminie Śrem przy drodze wojewódzkiej nr 434. W latach 1975–1998 miejscowość administracyjnie należała do województwa poznańskiego.
Świątkiem we wsi jest krzyż przydrożny z 1982, poprzedni krzyż stał w jego miejscu od 1926.